# Jakub Wujek
Jakub Wujek, poljski jezuit, prevajalec in teolog, * 1541, † 1597.
Najbolj je znan po tem, da je prevedel Sveto pismo v poljščino.